# Gehlert

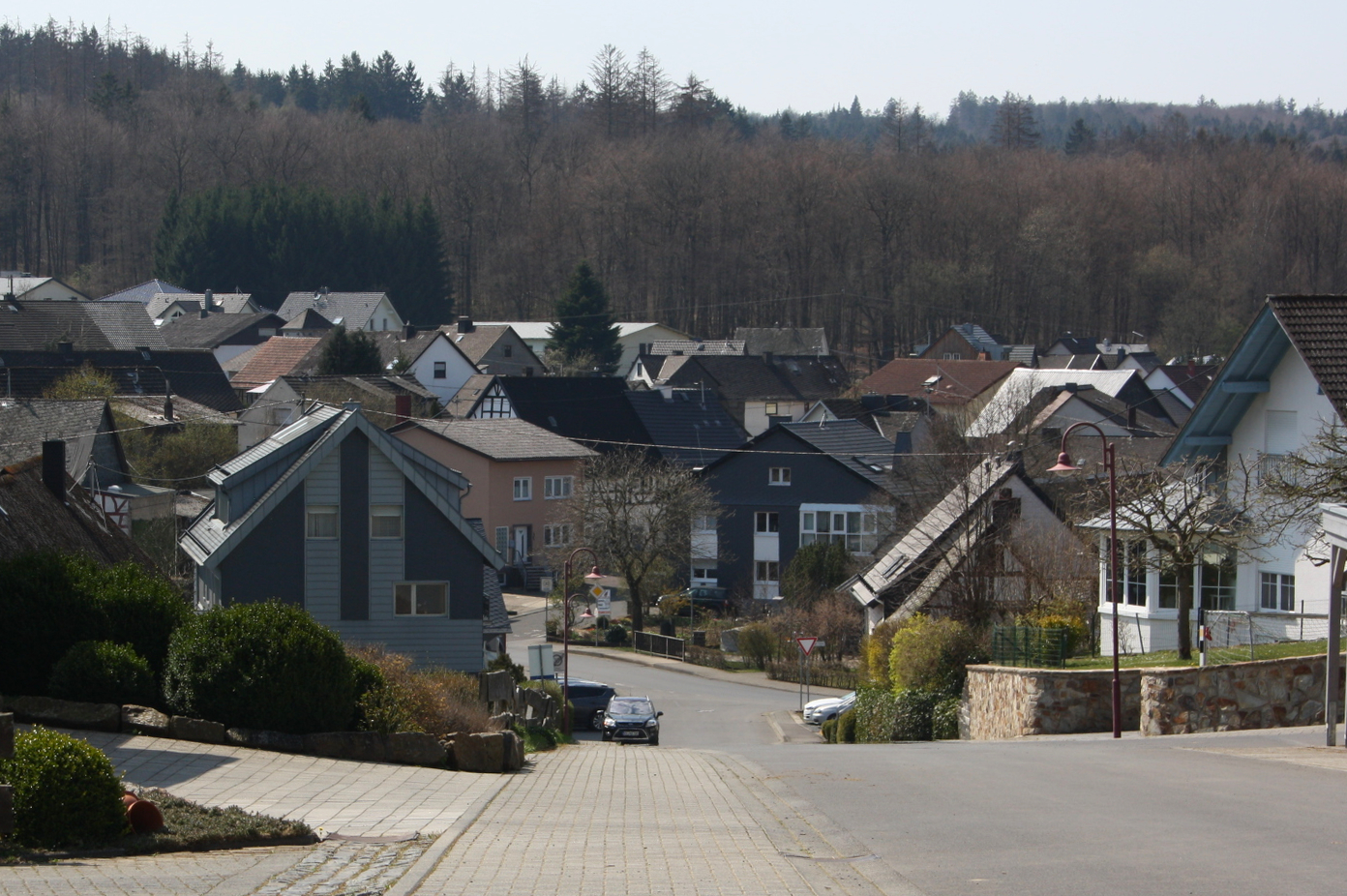
Blick auf Gehlert

Gehlert ist eine Ortsgemeinde im Westerwaldkreis in Rheinland-Pfalz. Sie gehört der Verbandsgemeinde Hachenburg an.

## Geographische Lage
Die Gemeinde liegt im Westerwald zwischen Limburg und Siegen, ca. zwei Kilometer südlich von Hachenburg, von allen Seiten umgeben vom Hachenburger Stadtwald. Im Norden des Ortes liegt Altstadt, im Osten die Lochumer Heide sowie die Orte Alpenrod und Nistertal, im Süden Steinebach an der Wied und im Westen Merkelbach und Höchstenbach. Nordwestlich des Ortes liegt der Kapellchesberg (404 m), im Süden der Gietzebeul (494 m), an dessen Nordseite der Rothenbach entspringt, und im Südwesten der Gräbersberg (513 m).
Zur Gemeinde gehört auch der Wohnplatz Birkenhof.

## Geschichte
1255 wurde Gehlert erstmals in einer Urkunde als Geilinrode erwähnt.
Bevölkerungsentwicklung
Die Entwicklung der Einwohnerzahl der Gemeinde Gehlert, die Werte von 1871 bis 1987 beruhen auf Volkszählungen:
| Jahr | Einwohner |
| 1815 | 165       |
| 1835 | 227       |
| 1871 | 273       |
| 1905 | 300       |
| 1939 | 378       |
| 1950 | 435       |

| Jahr | Einwohner |
| 1961 | 454       |
| 1970 | 519       |
| 1987 | 476       |
| 1997 | 557       |
| 2005 | 572       |
| 2023 | 616       |

## Politik

### Bürgermeister
Elsabe Giese wurde im Sommer 2019 Ortsbürgermeisterin von Gehlert. Bei der Direktwahl am 26. Mai 2019 war sie mit einem Stimmenanteil von 86,13 % für fünf Jahre gewählt worden. Sie wurde im Juni 2024 wiedergewählt.
Gieses langjähriger Vorgänger Paul Kunz war 2019 nicht erneut angetreten.

### Wappen
| Wappen von Gehlert | Blasonierung: „Geviert von Silber und Blau; Feld 1 eine rote Rose, Feld 2 ein goldener Brunnen, Felder 3 und 4 zwei gekreuzte Rodehacken in verwechselten Farben Gold und Rot.“ |
| Wappen von Gehlert | |

## Kultur und Sehenswürdigkeiten

### Kulturdenkmäler
Siehe Liste der Kulturdenkmäler in Gehlert

### Regelmäßige Veranstaltungen
Die jährlich stattfindende Pfingstkirmes ist der Höhepunkt im Gemeindeleben.

## Verkehr
- Nordwestlich des Ortes verläuft die B 413 die von Bendorf (bei Koblenz) nach Hachenburg führt.
- Die nächsten Autobahnanschlussstellen sind Siegen, Wilnsdorf und Herborn an der A 45 Dortmund–Gießen bzw. Ransbach-Baumbach an der A 3 Köln–Frankfurt am Main, etwa 25 Kilometer entfernt.
- Der nächstgelegene ICE-Halt ist der Bahnhof Montabaur an der Schnellfahrstrecke Köln–Rhein/Main.
- Durch den Ort und den nahen Wald führt der Europäische Fernwanderweg E1.

## Persönlichkeit
- Erhard Kunz (* 1934), katholischer Theologe